# Зараз у кольорі
«Зара́з у ко́льорі» (англ. Now in Color) — третій епізод американського телевізійного мінісеріалу «ВандаВіжен», заснованого на коміксах Marvel із персонажами Вандою Максимовою / Багряною відьмою та Віженом. Епізод розповідає про те, як пара намагається приховати свої сили, живучи ідилічним приміським життям у містечку Веств’ю, штат Нью-Джерсі. Дія епізоду розгортається в Кіновсесвіті Marvel (КВМ). Його написала Меґан МакДоннелл, а режисером став Метт Шакман.
Елізабет Олсен і Пол Беттані повторюють свої відповідні ролі Ванди Максимової і Віжена із серії фільмів, а також Тейона Перріс і Кетрін Ган у головних ролях. Розробка почалася в жовтні 2018 року, а Шакман приєднався в серпні 2019 року. Епізод віддає данину ситкомам 1970-х років, таким як The Brady Bunch і Good Times, і показує, як Максимова народжує близнюків, а потім згадує свого брата-близнюка П’єтро. Зйомки проходили в столичному районі Атланти, штат Джорджія, в тому числі на Pinewood Atlanta Studios і в Лос-Анджелесі. Ефекти 1970-х років, такі як матові малюнки для фону та ефекти в камері для надшвидкості, були відтворені за допомогою сучасних візуальних ефектів.
«Зараз у кольорі» вийшов на стрімінговому сервісі Disney+ 22 січня 2021 року. Критики високо оцінили посилання в епізоді на П'єтро та Альтрона, а також нову інформацію, надану про таємниці серіалу, але розкритикували невелику роль персонажа Ган — Аґнес.

## Сюжет
У 1970-х роках Віжен і Ванда Максимова, яка завагітніла за надзвичайно короткий проміжок часу, перевіряють її стан доктором Нільсоном, який підтверджує стан здоров’я Максимової та готується виїхати з дружиною на відпочинок на Бермуди. Поки Віжен проводжає Нільсона, він бачить, як його сусід Герб прорізає бетонну стіну, що розділяє їхні подвір'я.
Максимова та Віжен будують нову кімнату для дитини та обговорюють, як його назвати, причому Максимова віддає перевагу імені Томмі, а Віжен — Біллі. Вагітність Максимової швидко прискорюється, і її сили йдуть з ладу, змушуючи її випадково генерувати сплеск енергії, який вимикає живлення у Веств’ю. Поки Віжен поспішає за доктором Нільсеном, Максимова відвідує Джеральдін. Максимова безуспішно намагається приховати свою вагітність перед пологами. З допомогою Джеральдін вона народжує хлопчиків-близнюків.
Доктор Нільсен натякає, що його відпустка була спробою втекти з Веств'ю. Віжен ловить Герба та Аґнес на плітках, і вони запитують Віжена про Джеральдін. Герб намагається розповісти Віжену щось про їхню ситуацію, але Аґнес зупиняє його та розповідає, що Джеральдін не має дому чи сім’ї у Веств’ю. Максимова допитує Джеральдін після того, як вона сказала, що знає, що брат-близнюк Максимова П'єтро був убитий Альтроном. Максимова помічає, що Джеральдіна носить кулон із емблемою М.Е.Ч.а.
Віжен повертається в будинок і виявляє, що Джеральдін зникла, а Максимова пояснює, що їй «довелося поспішати додому». За межами Веств’ю Джеральдін вилітає з бар'єру, який межує з містом, і її оточують агенти М.Е.Ч.а.
Рекламний ролик під час програми «ВандаВіжен» рекламує порошок для ванн Hydra Soak.

## Виробництво

### Розробка
До жовтня 2018 року Marvel Studios розробляла серіал з Вандою Максимовою Елізабет Олсен і Віженом Пола Беттані з фільмів Кіновсесвіту Marvel (КВМ) у головних ролях. У січні 2019 року Джек Шефер була найнята головною сценаристкою «ВандаВіжен» і мала намір написати перший епізод серіалу. У серпні Метт Шакман був найнятий режисером міні-серіалу, а Шефер і Шакман стали виконавчими продюсерами разом із Кевіном Файґі з Marvel Studios, Луїсом Д'Еспозіто та Вікторією Алонсо. Файґі описав серіал як частину ситкому, частину «епопеї Marvel», віддаючи данину багатьом епохам американських ситкомів. Третій епізод, «Зараз у кольорі», був написаний Меґан МакДоннелл і віддає данину ситкомам 1970-х років. Він був випущений на потоковому сервісі Disney+ 22 січня 2021 року.

### Сценарій
Епізод віддає данину ситкомам 1970-х, таким як «The Brady Bunch», «Good Times», The Mary Tyler Moore Show» і «The Partridge Family». Тейона Перріс сказала, що ці змішані посилання створили «зіткнення багатьох елементів і персонажів», і вона використала персонажів Тельми та Віллони з «Гарних часів» як точку відліку. МакДоннелл досліджував науку про вагітність для епізоду в той час як Олсен і Шефер обговорювали, як би було для жінки пережити вагітність за такий короткий проміжок часу. Вони намагалися не «накривати ковдрою цей нечіткий, красивий досвід пологів, коли вона [раптом] раптово втрачає живіт». Олсен вважала, що Максимова через пологи дозволила їй згадати приховані спогади про свого брата П'єтро. Шефер додав, що бути близнюком і втрата П’єтро були частинами досвіду та травми Максимової, і згадування про них у цьому епізоді «мало сенс… у той момент для неї було трохи емоційної чесности» в оточенні помилкового відчуття світу ситкому щастя. Для сцени, де Віжен каже Максимовій, що з їхньою ситуацією щось не так, і використовується стрибок, щоб повернутися до того, як він почав говорити, техніка редагування була записана в сценарій як спосіб дестабілізувати аудиторію, надаючи їм уявлення про Максимова душевний стан. Шефер відчула, що деякі глядачі можуть подумати, що в цей момент є проблема з сервісом Disney+, що зробило його більш сміливим і захоплюючим підходом для творців.
Серіал містить підроблені рекламні ролики, які, за словами Файґі, вказуватимуть на те, що «частина правди шоу починає просочуватися» , причому «Зараз у кольорі» включає рекламу, яка рекламує порошок для ванн Hydra Soak із гаслом «Знайди Богиню в собі». Після подальшої згадки Гідри після її використання в рекламі другого епізоду Саванна Салазар з Vulture вважала, що Гідра могла бути організацією, що стоїть за тим, що відбувається в серіалі, хоча деякі діалоги в рекламі вказували Салазару, що Максимова створила власний світу, щоб уникнути її проблем. Моллі Едвардс з Total Film відчула, що формулювання рекламного ролика може означати, що сили Максимова вже були «всередині» і розблоковані Гідрою, а не вона отримала їх шляхом експерименту. Подібне мило для контролю розуму Hydra згадується в серіалі Marvel Television «Агенти Щ.И.Т.», в епізоді четвертого сезону «Ідентичність і зміна».

### Кастинг
У епізоді знімаються Елізабет Олсен у ролі Ванди Максимової, Пол Беттані у ролі Віжена, Тейона Перріс у ролі Джеральдін та Кетрін Ган у ролі Аґнес. Також як жителі Веств’ю з’являються Емма Колфілд Форд у ролі Дотті Джонс, Девід Пейтон у ролі Герба, Девід Ленґель у ролі Філа Джонса, Ренді Оглсбі у ролі доктора Стена Нільсона та Роуз Б’янко у ролі місіс Нільсон. Ітамар Енрікес, Уеслі Кіммел, Сідні Томас і Вікторія Блейд зіграли акторів у рекламі Hydra Soak.

### Дизайн
Шакман і оператор Джесс Голл зібрали колекцію зображень із існуючих серіалів, які вплинули на обрамлення, композицію та колір сетінгу епізоду, а Голл створив спеціальну кольорову палітру з 20 до 30 кольорів для епізоду на основі цих еталонні зображення, щоб він міг контролювати «візуальну цілісність кольору» епізоду. Голл працював з художником-постановником Марком Вортінгтоном і художником по костюмах Мейсом С. Рубео, щоб переконатися, що декорації та костюми для епізоду відповідали його колірній палітрі. Епізод змінюється на Technicolor після того, як перші два епізоди були чорно-білими, і натхненний раннім кольоровим фільмом телебачення 1970-х років. Голл виявив, що це важко відтворити в цифровому вигляді, оскільки таблиця пошуку, яку він створив для епізоду (для перетворення кольорів у остаточний вигляд під час цифрового проміжного процесу), розділяє різні кольори більше, ніж інші епізоди, і переміщує їх до діапазону пастельних кольорів.
Основна сукня, яку Максимова носить під час вагітности, була виготовлена з вінтажної тканини, яку команда Рубео знайшла в Лос-Анджелесі, і мала довжину всього 30 метрів (98 фут) доступної для них тканини. Частини сукні спереду, щоб дати додатковий простір для живота персонажа, оскільки її вагітність прогресує протягом епізоду. Для початкової серії Рубео використовувала різноманітні стилі 1970-х років, такі як штани-дзвіночки, довгі жилети та рюші, з особливим впливом костюмів із «Сімейки Партрідж». Рубео черпала натхнення для костюмів Віжена з фільму Роберта Редфорда «Три дні Кондора» (1975), на прохання Беттані. Штани, які Джеральдін носить в епізоді, описані як «кобальтові кльоші з риб’ячим принтом», надихнули команду гримерів створити не менш сміливий образ для персонажа; Голова гриму Тріша Сойєр пояснила, що штани не були пошиті, коли вони почали роботу над епізодом, але Рубео показав їм тканину, яка буде використана, і Сойєр підібрав до них яскравий синій колір для макіяжу Періс. Перукар Карен Бартек використовувала перуки для зачіски в епізоді, щоб дозволити знімати його одночасно з іншими епізодами без необхідності змінювати волосся акторів, щоб змінювати епохи.

Заголовна картка для «ВандаВіжен», де написано «в кольорі», щоб вказати на перехід від чорно-білого до кольорового в цій серії як у «The Brady Bunch»

Perception, які створили кінцеві титри для серіалу, також створила початкову заголовки для цього епізоду. Графіка для початкових титрів містить повторюваний мотив «багатокольорових геометричних фігур і типографіки» в знак поваги до «The Brady Bunch», хоча елементи «Шоу Мері Тайлер Мур» були додані після послідовності, натхненної виключно «The Brady Bunch» не спрацювало так, як хотіли виробники. На відміну від комедийних комедій 1970-х років, які використовували стандартні кадри у своїх вступних послідовностях, Шакман знімав моменти спеціально для цього відкриття. Послідовність закінчується заголовком «ВандаВіжен у кольорі», де «у кольорі» є посиланням на зміну серіалу з чорно-білого на кольоровий у цьому епізоді, а також на подібну трансформацію під час показу «The Brady Bunch». Крім того, Perception надала графіку для фальшивої реклами епізоду, заснованої на подібних рекламних роликах 1970-х років. 

### Зйомка та монтаж
Зйомки у звуковій сцені відбувалися на Pinewood Atlanta Studios в Атланті, штат Джорджія, режисером був Шакман, а Голл виступав оператором. Зйомки також проходили в столичному районі Атланти, а зйомки на задньому плані та просто неба проходили в Лос-Анджелесі, коли серіал відновили виробництво після перерви через пандемію COVID-19. «Зараз у кольорі» було знято з використанням однієї камери та вольфрамових ламп, які були звичайними для епохи 1970-х років при цьому більша частина епізоду також містить трек сміху і співвідношення сторін 4:3. Кінець епізоду повертається до сучасного широкоекранного співвідношення 2:40:1, коли Джеральдін виганяють із Веств’ю. Об’єктиви, які Голл використовував від Panavision під час зйомок ситкому, мали «рівномірний спад по краях», який добре працював у квадратному співвідношенні сторін 4:3 і відповідав періоду.
Редактор Нона Ходай переглянула епізоди «The Brady Bunch», «The Mary Tyler Moore Show» і «Laverne & Shirley», щоб підготуватися до епізоду. Коли вона вперше приїхала до Атланти, щоб працювати над серіалом, багато кадрів для епізоду вже було знято, і їй допомогли інші редактори серіалу, Тім Рош і Зін Бейкер, опрацювати наявні кадри. Серед інших технік редагування, що відповідають епосі, для зображення Максимова, який чарівним чином змінює одяг, були використані стрибкові скорочення, з кадром, на якому Олсен завмирає в одному положенні, вирізано з знімком її в тому ж положенні в іншому костюмі. Її запасна копіювала позицію, а Олсен переодягалася між ударами.

### Візуальні ефекти
Тара ДеМарко працювала супервайзером візуальних ефектів для «ВандаВіжен», а візуальні ефекти епізоду створили Monsters Aliens Robots Zombies (MARZ), Framestore, Rodeo FX, RISE, The Yard VFX, SSVFX і Rodeo FX розробили візуальні ефекти для кордону Hex на основі намагнічености старих екранів телевізорів з електронно-променевими трубками при контакті з магнітами. Межа зображена чіткою та важко помітною, оскільки Шакман хотів, щоб вона була таємничою та тривожною для глядачів. Деякі спеціальні ефекти для дитячого набору були досягнуті за допомогою дротяних установок, які були доповнені візуальними ефектами. Живий метелик був використаний, щоб сісти на ніс Беттані, тоді як інші метелики були CGI, щоб дати художникам візуальних ефектів більше контролю та зробити їх зовнішність більш фантастичною. Framestore створив метеликів, а також зробив лелеку, який з’являється в епізоді. Вони додали багато деталей до моделі лелеки, аж до вен у кожному пір’їнці, що дозволило краще контролювати освітлення моделі. 
ДеМарко використовував представлення Віжена у «Месниках: Ера Альтрона» (2015) як остаточну версію персонажа, підходячи до візуальних ефектів для нього у «ВандаВіжен». На знімальному майданчику Беттані була в лисій кепці та нафарбована на обличчі, щоб відповідати кольором Віжена, а також маркери для відстеження для команд візуальних ефектів. Потім для створення персонажа використовувалися складні 3D-техніки та цифрові технології макіяжу, причому частини обличчя Беттані замінювалися CGI кадр за кадром; зазвичай зберігалися лише очі, ніс і рот актора. MARZ відповідав за створення Віжена в перших трьох епізодах серіалу. Щоб надати Віжену більш «здорового» вигляду, цифрові контактні лінзи, які використовувалися у фільмах і наступних епізодах, не були додані до очей Беттані в перших трьох епізодах, а його вії не були видалені цифровим способом, як зазвичай. Марвел попросив, щоб знімки Віжена, які змінюються між його людською та синтезоїдною формами, імітували «вінтажні» ефекти, відповідні періоду. Керівник відділу візуальних ефектів MARZ Райан Фрір досліджував ефекти, які використовувалися в 1970-х і 1980-х роках, і зупинився на дизайні, який містить «гострі» світяться лінії, натхненні Tron (1982). MARZ також створив цифровий матовий малюнок, коли Віжен виходить з дому, щоб замінити фактичний фон, на якому було знято, що не сподобалося продюсерам. Фрір сказав, що картина навмисно виглядає «такою сирною і такою плоскою». Для сцен, де Віжен використовує надшвидкість, щоб бігти або складати речі в епізоді, Демарко та MARZ досліджували, як це було зображено в телесеріалах 1970-х років, таких як «Людина за шість мільйонів доларів» і «Диво-жінка». Ці серії використовували витримку на камері для створення ефекту, залишаючи затвор відкритим на довше та спалахуючи додатковим світлом, щоб впливати на експозицію зображення. Для цього епізоду MARZ зняв уповільнену зйомку Беттані на знімальному майданчику та використав цифрові ефекти для імітації ефектів 1970-х років.

### Музика
Автори пісень Крістен Андерсон-Лопез і Роберт Лопез пишалися текстом пісні «We Got Something Cooking», головної пісні епізоду, зокрема «один плюс один — це більше, ніж два» та «один плюс один — це сім’я», які, на думку Андерсон-Лопез, були «найдурнішими, найсмішнішими і найбільш телевізійною лірикою, яку ми коли-небудь писали». Вона сказала, що остання цитата спочатку була «один плюс один більше, ніж три», але це було переписано, щоб не зіпсувати той факт, що Максимова вагітна двійнею. Андерсон-Лопез була головним автором теми та вибрала слова, пов’язані з вагітністю, водночас створивши ідею «вигадувати це по ходу... [а також] це ми проти світу».
Пісня «Daydream Believer» гурту The Monkees також звучить в епізоді, тоді як Максимова співає колискову в кінці епізоду, яку написала Шефер. Під назвою «Sokovian Lullaby» пісня була перекладена на вигадану соковійську мову викладачем серіалу Кортні Янг. Шефер сказала, що ця пісня лише про матір, яка співає для своєї дитини, під впливом пісні, яку вона почула на заняттях з допологового фітнесу, а не про будь-які великі таємниці серіалу. Вона описала це як «щиру версію пісні телевізійного ситкому». 29 січня 2021 року Marvel Music і Hollywood Records випустили альбом із саундтреком до епізоду, у якому звучить музика композитора Крістофа Бека. Перший трек є музичною темою епізоду від Андерсон-Лопез і Лопез.
| ВандаВіжен: Епізод 3 (Оригінальний саундтрек) | ВандаВіжен: Епізод 3 (Оригінальний саундтрек) | ВандаВіжен: Епізод 3 (Оригінальний саундтрек) |
| #                                             | Назва                                         | Тривалість                                    |
| --------------------------------------------- | --------------------------------------------- | --------------------------------------------- |
| 1.                                            | «We Got Something Cooking»                    | 1:07                                          |
| 2.                                            | «Uncharted Waters»                            | 1:06                                          |
| 3.                                            | «The Strangest Thing»                         | 1:17                                          |
| 4.                                            | «Hydra-Soak»                                  | 0:39                                          |
| 5.                                            | «A Stork in the House»                        | 0:49                                          |
| 6.                                            | «Fish Pants»                                  | 0:52                                          |
| 7.                                            | «A Child Is Born»                             | 1:27                                          |
| 8.                                            | «Twins»                                       | 1:44                                          |
| 9.                                            | «No Home»                                     | 3:30                                          |
| 12:31                                         |                                               |                                               |

## Маркетинг
На початку грудня 2020 року щодня випускалося шість постерів до серіалу, кожен з яких описував десятиліття з 1950-х до 2000-х років. Чарльз Пулліам-Мур з io9 назвав плакат 1970-х «найбільшою естетичною зміною» порівняно з попередніми, вказавши, що епізод буде виконаний у «яскравому техніколорі». Він не був упевнений, чи мають хоч якесь значення голі стіни та миска з фруктами на телевізорі, але вважав, що фрукти можуть бути посиланням на «дивовижний поворот долі, який Visions виявляють трохи пізніше». Кіґан Проссер із Comic Book Resources зазначив, що на плакаті були «дерев’яні панелі, відповідні десятиліттям», а Максимова та Віжен були в одязі та зачісках, які відповідали епосі. Після випуску епізоду Marvel оголосила про товари, натхненні епізодом, як частину своєї щотижневої рекламної акції «Marvel Must Haves» для кожного епізоду серіалу, включаючи футболки, домашній одяг, аксесуари, Funko Pops і срібну копію Джеральдін. намисто з підвіскою з мечем з епізоду. У лютому 2021 року Marvel у партнерстві з шеф-кухарем Джастіном Ворнером випустили рецепт дитячого фруктового салату доктора Нільсена, заснований на тому, що доктор Нільсен порівнює дітей, які ростуть, із різними фруктами в епізоді. 

## Сприйняття

### Глядацька авдиторія
Дослідження Nielsen Media Research, яке вимірює кількість хвилин, які глядачі Сполучених Штатів переглянули на телевізорах, зафіксувало 374 мільйони хвилин переглядів «ВандаВіжен» у перших трьох доступних епізодах за тиждень з 18 по 24 січня 2021 року. Скотт Мендельсон з Forbes обговорив це число, зазначивши, наскільки важко визначити перегляди кожного епізоду, використовуючи ці дані. Він вважав, що ймовірно, що більшість «запеклих фанатів» переглянули перші два епізоди на вихідних і третій епізод 22 січня, і підрахував, що 374 мільйони хвилин були десь між 3,76 мільйонами підписників, які дивилися комбінацію усі три епізоди та 11,39 мільйонів підписників, які дивляться лише «Зараз у кольорі». Він також вважав, що меншу кількість переглядів за тиждень порівняно з деякими іншими серіалами можна пояснити щотижневим випуском «ВандаВіжен» і висловив думку, що Disney прийняв це в обмін на продовження обговорень і висвітлення, яке щотижневий випуск надав серіалу подій. такі як «Гра престолів» і «Мандалорець». 

### Оцінки критиків
Веб-сайт аґреґатора відгуків Rotten Tomatoes повідомив про рейтинг схвалення 85% із середнім балом 7,20/10 на основі 26 відгуків. Критичний консенсус сайту гласить: ««Зараз у кольорі» набуває темнішого відтінку, оскільки продовжує розгадувати головну таємницю шоу, піднімаючи майже стільки ж нових запитань, скільки відповідей на цьому шляху».
Сем Барсанті з AV Club відчув, як «проривається дамба», коли назвали П’єтро, додавши, що «цей жахливий момент... міг би бути одним із найкращих моментів КВМ: «О, блін, вони роблять це» час». Його колега Стівен Робінсон поставив епізоду «B+» і відчув, що в цьому епізоді «сюжет стає захоплюючим», порівнюючи цей епізод більше з «Сутінковою зоною», ніж з Брейді Банчем. У попередньому епізоді Робінсон був менш захоплений епохою 1970-х років, ніж 1960-ми, назвав сміх у епізоді «ще більш нав’язливим», ніж у попередньому епізоді, і хотів, щоб Агнес було більше показано в цьому епізоді. Робінсон дійсно назвав фінальний акт епізоду «тривожним» з його темними відтінками. Дон Кей, рецензуючи епізод для Den of Geek, відчув, що він «повністю охоплює естетику телевізійної комедії 1970-х років, разом із божевільними зачісками та нарядами, яскраво освітленими декораціями та навіть новою тематичною піснею та послідовністю титрів, які виглядають так, ніби вони щойно прийшли з кінотеатру. Прослуховування Брейді Банча». Він поставив «Зараз у кольорі» чотири зірки з п’яти.
Даррен Франич з Entertainment Weekly підкреслив Перріс, зазначивши, що один із її монологів «заставив мене на місці». Однак він розкритикував передбачувану страшну послідовність у епізоді як "загальну".  Колега Франіха, Канцлер Аґард, насолоджувався оживленням лелеки, оскільки це було «веселе зображення», яке «додало додатковий рівень дивацтва всьому епізоду». Він відчув, що емоційні ставки серіалу на те, що Максимова втекла від горя втрати Віжена, а її брат П’єтро «взявся на місце» до кінця епізоду. Аґард поставив епізоду «B+», а його колега, автор Entertainment Weekly Крістіан Голуб, «здивувався» на згадку про Альтрона. Написавши для IGN і поставивши «Зараз у кольорі» 8 із 10, Мет Перслоу сказав: «Цей запис, дія якого відбувається в 1970-х роках, нарешті розбиває ілюзію ситкому настільки, щоб зробити два елементи телевізійної комедії «ВандаВіжен» вшанування телевізійної комедії та коробку-головоломку КВМ — єдиною цілісністю. а не розрізнені. Ми можемо лише на кілька дюймів ближче до того, щоб дізнатися більше про таємницю шоу, але це ціла миля попереду з точки зору того, щоб «ВандаВіжен» відчула себе справжньою частиною КВМ». У зв’язку з тим, що Веств’ю виявилося фізичним місцем, Пурслоу поставив під сумнів, чи можливо воно було в альтернативній реальності та пов’язане з «Доктором Стренджем у мультивсесвіті божевілля» (2022). 
Бен Треверс з IndieWire більш критично поставився до епізоду, поставивши йому «C+». Він відчував, що баланс між серіалом вшанування ситкому та таємницею «все ще далекий, але, принаймні, серіал, здається, наближається до визнання своєї подвійності», і що Аґнес недостатньо використана в епізоді. Він не насолоджувався ситкомом». Отримавши «Зараз у кольорі» 2 із 5 зірок, Абрахам Рісман із Vulture вважає, що цей епізод «має на меті зменшити дивацтво та плутанину, і він більш-менш досягає цієї мети», але додав, що єдиний виклик, який «ВандаВіжен» ставила глядачам, це щоб зібрати підказки про таємницю, що встановлюється, що було «просто найпорожнішим, найбільш заступницьким способом змусити людей повертатися до чогось». Він продовжив, що «те, що ми бачили досі, викликає занепокоєння» і був готовий бути приємно здивованим, якщо інші епізоди стануть цікавішими, але це не «отримало [його] надії».